# Comté de Jacques-Cartier
Pour les articles homonymes, voir Jacques Cartier (homonymie).
Le comté de Jacques-Cartier était un comté municipal du Québec ayant existé entre 1855 et 1970. 
Le territoire qu'il couvrait est aujourd'hui compris dans la région administrative de Montréal et correspond à la partie ouest de l'agglomération de Montréal. Son chef-lieu était la municipalité de Pointe-Claire.

## Municipalités situées dans le comté
| Nom                                     | Origine et évolution durant l'existence du comté | Changements survenus après la disparation du comté                                                                         | Références |
| --------------------------------------- | --- | --- | ---------- |
| Baie-D'Urfé                             | détaché de Sainte-Anne-de-Bellevue en 1911 | regroupé avec 28 autres municipalités pour former la nouvelle ville de Montréal en 2002; recréé comme municipalité en 2006 | [ 3 ]      |
| Cartierville                            | détaché de Saint-Laurent en 1906; fusionné à Montréal en 1916 | | [ 4 ]      |
| Côte-de-Liesse                          | détaché de Saints-Anges-de-Lachine en 1895 sous le nom de La Présentation-de-la-Sainte-Vierge; renommé Côte-de-Liesse en 1954; partagé entre les municipalités de Dorval, Lachine et Saint-Laurent en 1957                                                                                | | [ 5 ]      |
| Dollard-Des Ormeaux                     | détaché de Sainte Geneviève en 1924 | regroupé avec 28 autres municipalités pour former la nouvelle ville de Montréal en 2002; recréé comme municipalité en 2006 | [ 6 ]      |
| Dorval                                  | détaché de Saints-Anges-de-Lachine en 1892 | regroupé avec 28 autres municipalités pour former la nouvelle ville de Montréal en 2002; recréé comme municipalité en 2006 | [ 5 ]      |
| Kirkland                                | créé en 1855 sous le nom de Saint-Joachim-de-la-Pointe-Claire (municipalité de paroisse); renommé Kirkland en 1961 | regroupé avec 28 autres municipalités pour former la nouvelle ville de Montréal en 2002; recréé comme municipalité en 2006 | [ 7 ]      |
| Lachine                                 | créé en 1848, avant la création du comté | regroupé avec 28 autres municipalités pour former la nouvelle ville de Montréal en 2002                                    | [ 8 ]      |
| LaSalle                                 | détaché de Saints-Anges-de-Lachine en 1912 | regroupé avec 28 autres municipalités pour former la nouvelle ville de Montréal en 2002                                    | [ 9 ]      |
| L'Île-Dorval                            | créé en 1915 | regroupé avec 28 autres municipalités pour former la nouvelle ville de Montréal en 2002; recréé comme municipalité en 2006 | [ 10 ]     |
| Mont-Royal                              | détaché de Saint-Laurent (municipalité de paroisse) en 1912 | regroupé avec 28 autres municipalités pour former la nouvelle ville de Montréal en 2002; recréé comme municipalité en 2006 | [ 11 ]     |
| Notre-Dame-de-Liesse                    | détaché de Saint-Laurent (municipalité de paroisse) en 1922; fusionné à Saint-Laurent (municipalité de ville) en 1964 | | [ 12 ]     |
| Pierrefonds                             | créé en 1855 sous le nom de Sainte-Geneviève (municipalité de paroisse); renommé Pierrefonds en 1958 | regroupé avec 28 autres municipalités pour former la nouvelle ville de Montréal en 2002                                    | [ 13 ]     |
| Pointe-Claire                           | créé en 1854, avant la création du comté, sous le nom de Saint-Joachim-de-la-Pointe-Claire (municipalité de village); renommé Pointe-Claire en 1911 | regroupé avec 28 autres municipalités pour former la nouvelle ville de Montréal en 2002; recréé comme municipalité en 2006 | [ 14 ]     |
| Roxboro                                 | détaché de Sainte-Geneviève (municipalité de paroisse) en 1914 | regroupé avec 28 autres municipalités pour former la nouvelle ville de Montréal en 2002                                    | [ 13 ]     |
| Sainte-Anne-de-Bellevue                 | créé en 1855 sous le nom de Sainte-Anne-en-l'Isle-de-Montréal comme municipalité de paroisse; renommé Sainte-Anne-de-Bellevue en 1878; la municipalité de village s'en détache la même année, et les deux sont réunies de nouveau en 1964                                                 | regroupé avec 28 autres municipalités pour former la nouvelle ville de Montréal en 2002; recréé comme municipalité en 2006 | ,          |
| Sainte-Geneviève                        | détaché de Sainte-Geneviève (municipalité de paroisse) en 1860 en tant que municipalité de village; la municipalité de Sainte-Geneviève-de-Pierrefonds s'en détache en 1904; les deux fusionnent en 1935 sous le nom de Sainte-Geneviève-de-Pierrefonds; renommé Sainte-Geneviève en 1959 | regroupé avec 28 autres municipalités pour former la nouvelle ville de Montréal en 2002                                    | [ 17 ]     |
| Saint-Laurent, municipalité de paroisse | créé en 1855 | partagé entre Saint-Laurent (municipalité de ville) et Côte-Saint-Luc en 1954                                              | [ 18 ]     |
| Saint-Laurent, municipalité de ville    | détaché de Saint-Laurent (municipalité de paroisse) en 1893 | regroupé avec 28 autres municipalités pour former la nouvelle ville de Montréal en 2002                                    | [ 18 ]     |
| Saint-Raphaël-de-l'Île-Bizard           | créé en 1855 | renommé L'Île-Bizard en 1995; regroupé avec 28 autres municipalités pour former la nouvelle ville de Montréal en 2002      | [ 9 ]      |
| Saints-Anges-de-Lachine                 | créé en 1855 | partagé entre LaSalle, Dorval et Lachine en 1912                                                                           | [ 8 ]      |
| Saraguay                                | détaché de Saint-Laurent (municipalité de paroisse) en 1914; fusionné à Montréal en 1964 | | [ 19 ]     |
| Senneville                              | détaché de Sainte-Anne-de-Bellevue en 1895 | regroupé avec 28 autres municipalités pour former la nouvelle ville de Montréal en 2002; recréé comme municipalité en 2006 | [ 20 ]     |
| Summerlea                               | détaché de Saints-Anges-de-Lachine en 1895; fusionné à Lachine en 1912 | | [ 8 ]      |

## Formation

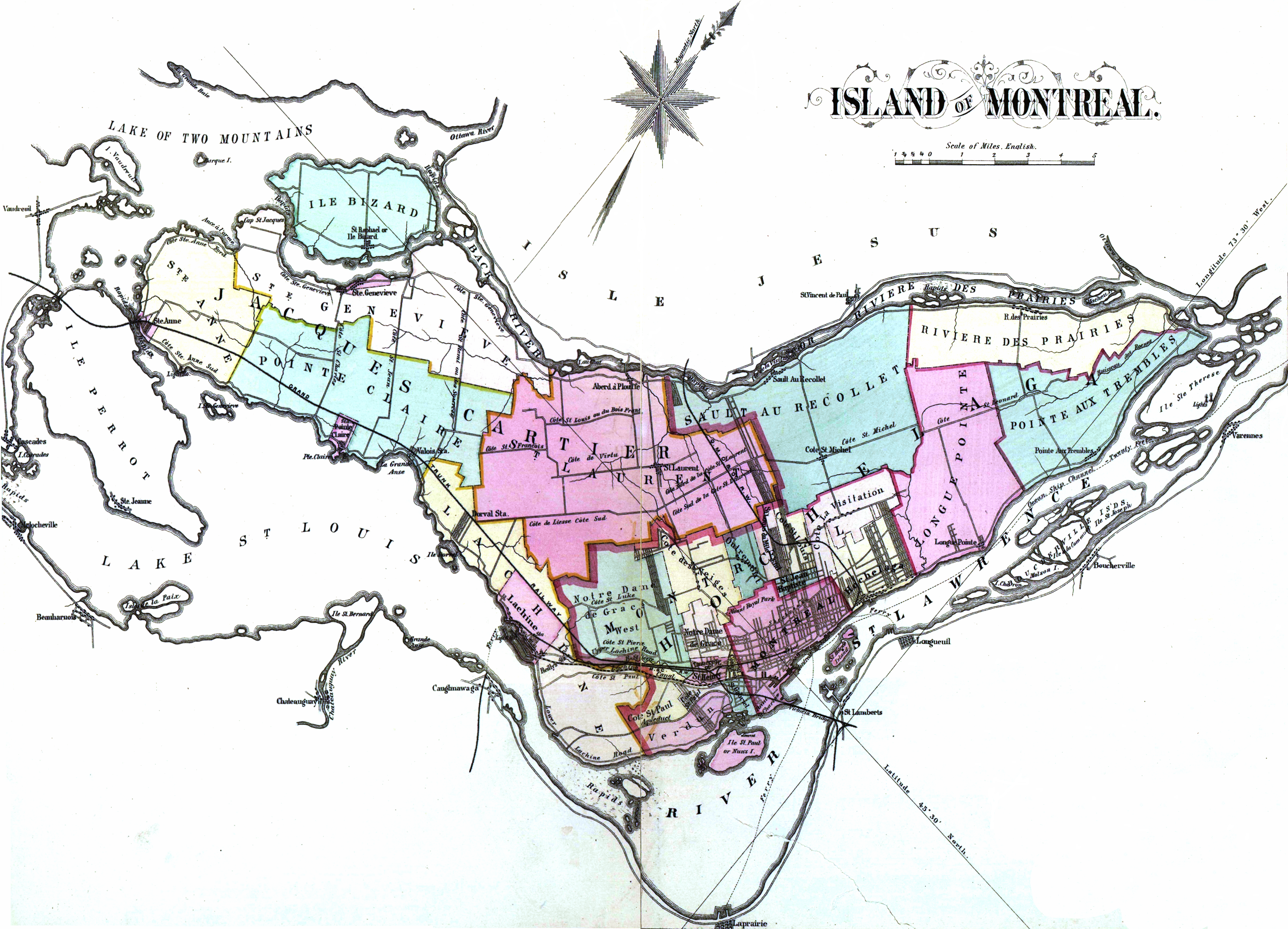
Carte de la ville et de l'île de Montréal, incluant les comtés de Jacques-Cartier et d'Hochelaga, en 1879.

Le comté de Jacques-Cartier a d'abord été défini à des fins électorales comme la division Jacques-Cartier du comté de Montréal en 1853, puis comme le comté de Jacques-Cartier en 1855. Il comprenait lors de sa formation les paroisses de Lachine, Pointe-Claire, Sainte-Anne, Sainte-Geneviève et Saint-Laurent.